# Broad Street (Film)
Broad Street – Ein ganz normal verrückter Film (englischer Originaltitel: Give My Regards to Broad Street), Alternativtitel Paul McCartneys Broadstreet, ist ein britischer Musikfilm von Peter Webb aus dem Jahr 1984. Das Drehbuch schrieb Paul McCartney, der zudem die Hauptrolle übernahm.

## Handlung
Der Musiker Paul McCartney hat die Arbeit an seinem neuen Album so gut wie fertiggestellt. Auf dem Weg zum Studio steht er wegen Bauarbeiten im Stau, es regnet und im Radio wird Good Day Sunshine gespielt.
Am nächsten Tag scheint die Sonne und Paul ist mit seinem Wagen unterwegs, als er plötzlich einen Anruf erhält: Die Masterbänder des neuen Albums sind noch nicht in der Plattenfirma angekommen. Pauls Mitarbeiter Harry Torrington hatte sie am Vortag erhalten, um sie zur Firma zu bringen, ist jedoch seither wie vom Erdboden verschluckt. Manager Steve gerät sofort in Panik, ist Harry doch ein Vorbestrafter, dem Paul eine Chance gegeben hat. Er glaubt nun, Harry habe sich mit den Bändern abgesetzt, um sie an den Meistbietenden zu verkaufen. Paul jedoch glaubt an Harrys Unschuld. Die Lage wird erschwert, weil Pauls Plattenfirma vor dem Ruin steht und alle Karten auf das neue Album gesetzt hat. Nun meldet sich plötzlich der Magnat William Rath von Rathburn Industries zu Wort, der der Firma im Vorjahr eine hohe Geldsumme geliehen hat. Werden die Bänder nicht bis Mitternacht wiedergefunden, wird die Plattenfirma in Raths Besitz übergehen.
Es ist 10 Uhr vormittags, als Paul die Plattenfirma verlässt. Er hat einen Tag voller Termine, die er nicht absagen kann, weil sonst die Öffentlichkeit auf das Verschwinden der Bänder aufmerksam werden würde. Er begibt sich zunächst ins Studio, wo er auf Ringo trifft. Der hat keine Lust, das Album notfalls noch einmal aufnehmen zu müssen. Mit George Martin am Mischpult spielen Paul und Ringo die Lieder Yesterday, Here, There and Everywhere und Wanderlust. Weiter geht Pauls Tagesplan. Er begibt sich zu den Elstree Studios, wo Videoaufnahmen geplant sind. Ringo lernt hier eine Journalistin kennen, die einen Artikel über die Aufnahmen schreiben will. Er flirtet mit ihr. Es folgt ein Videodreh für das Lied Ballroom Dancing, der mit einer inszenierten Schlägerei endet. Während der Mittagspause erscheint Harrys Freundin Sandra in der Kantine und ist in Tränen aufgelöst. Harry ist nachts nicht nach Hause gekommen und sie befürchtet das Schlimmste. Nach der Pause nimmt die Band um Paul ein Video zum Lied Silly Love Songs auf. Es ist bereits 15.00 Uhr, als alle das Studio verlassen.
Paul fährt mit seiner Band zu einem Proberaum, wo er erneut mit Ringo und der Journalistin zusammentrifft. Die Band probt Not Such a Bad Boy, So Bad und No Values. Während der Proben erscheint der vierschrötige Big Bob im Raum, der Paul jedoch keinerlei Hinweise zu Harrys Verbleib geben kann. Die Nachricht, dass die Vorbestellungen für das neue Album bei über 5 Millionen Exemplaren liegen, erhöht den Druck zusätzlich, die Bänder schnellstmöglich zu finden. Weiter geht es für Paul zur BBC, wo er ein Interview zur neuen Platte gibt und anschließend live Eleanor Rigby spielt. In seiner Fantasie sieht er sich in die viktorianische Zeit zurückversetzt und ist Teil einer Kriminalhandlung, in der Harry die Bänder an sich nimmt, flieht, jedoch von Big Bob gestellt und zusammengeschlagen und von William Rath gestellt und erstochen wird. Harry stirbt vor Pauls Füßen.

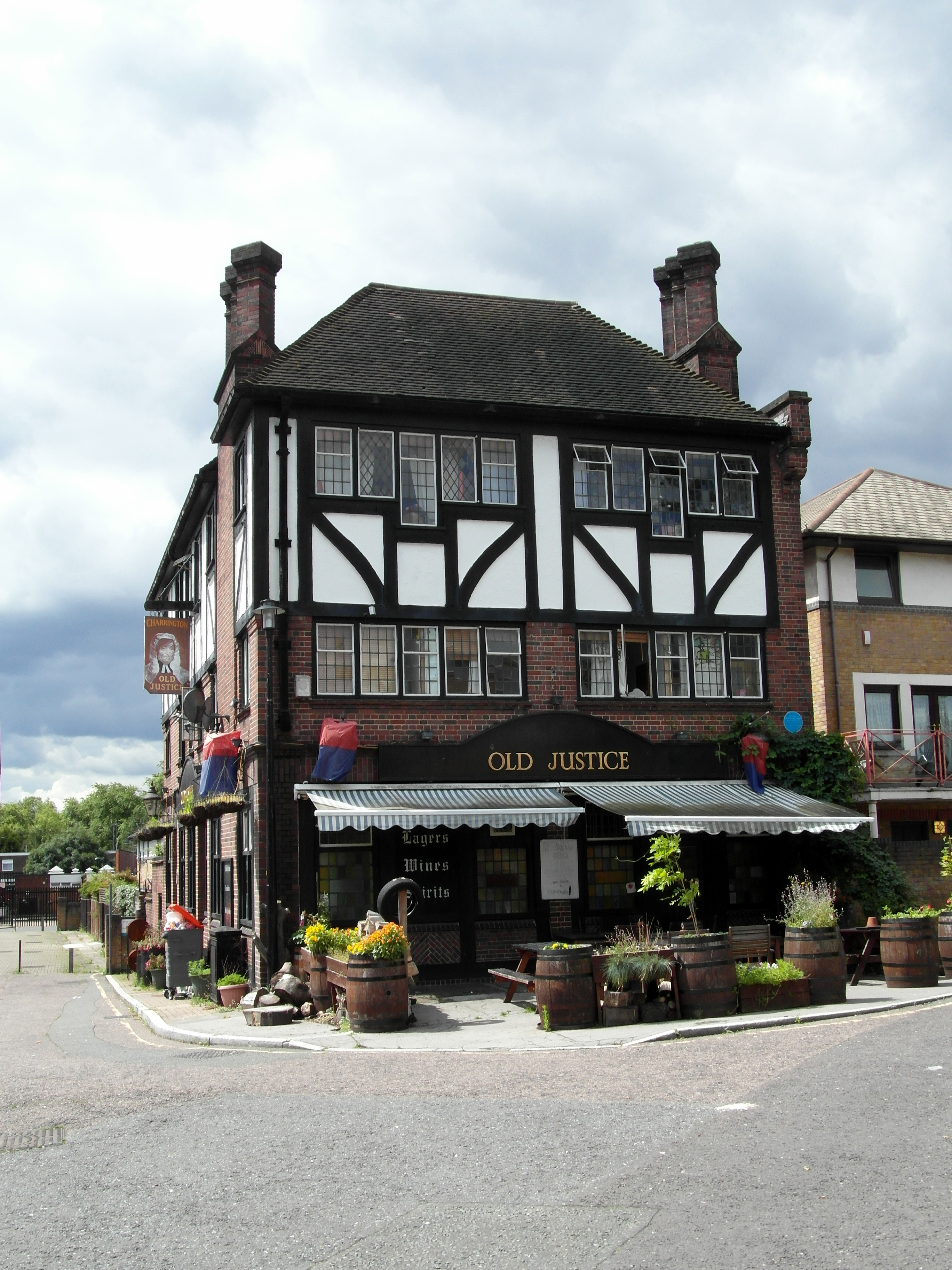
Old Justice

Zurück in der Gegenwart ist die Live-Aufnahme von Eleanor Rigby abgeschlossen. Es ist bereits 22.00 Uhr, als Paul aus dem BBC-Studio eilt. Er sucht die Kneipe Old Justice auf und hofft, dass ihm der Inhaber, sein Vater Jim, mehr über Harrys Verbleib sagen kann. Der weiß jedoch nur, dass Harry am Vorabend da war und die Bänder bei sich hatte. Es ist 23.30 Uhr, als Paul ziellos durch die Stadt fährt. Während sich die Verantwortlichen der Plattenfirma bereits mit der Zwangsübernahme abgefunden haben und William Rath erscheint, sieht Paul plötzlich das Schild British Rail Broad Street. Er erinnert sich, wie Harry im Spaß am Vortag Give My Regards to Broad Street gesungen hat, und steigt aus. Der Bahnsteig ist jedoch leer und Paul setzt sich resignierend auf eine Bank. Auf der Nebenbank liegen die Bänder – sie sind vollständig und unbeschädigt. Paul ist erleichtert und hört plötzlich aus einem verlassenen Bahnhofshäuschen Geräusche. Paul tritt die Tür auf und steht Harry gegenüber. Dieser hatte am Vorabend lange auf den Zug gewartet und wollte austreten gehen. Das Häuschen erwies sich als die falsche Wahl, doch wurde er im Gebäude eingeschlossen und hat vergeblich versucht, auf sich aufmerksam zu machen. Paul meldet eine Minute vor Mitternacht an Steve, dass er die Bänder und Harry gefunden hat. William Rath, der die Übernahmepapiere schon unterzeichnen wollte, hat verloren und geht. Pauls Freunde stoßen auf seinen Erfolg an.
Paul erwacht im Auto. Sein Chauffeur hat ihn endlich durch den Stau zur Plattenfirma gebracht, wo bereits Steve auf ihn wartet. Paul gibt zu, in Tagträumen versunken zu sein. Er fragt Steve, wo Harry sei. Er ist mit den Bändern bereits im Haus.

## Produktion

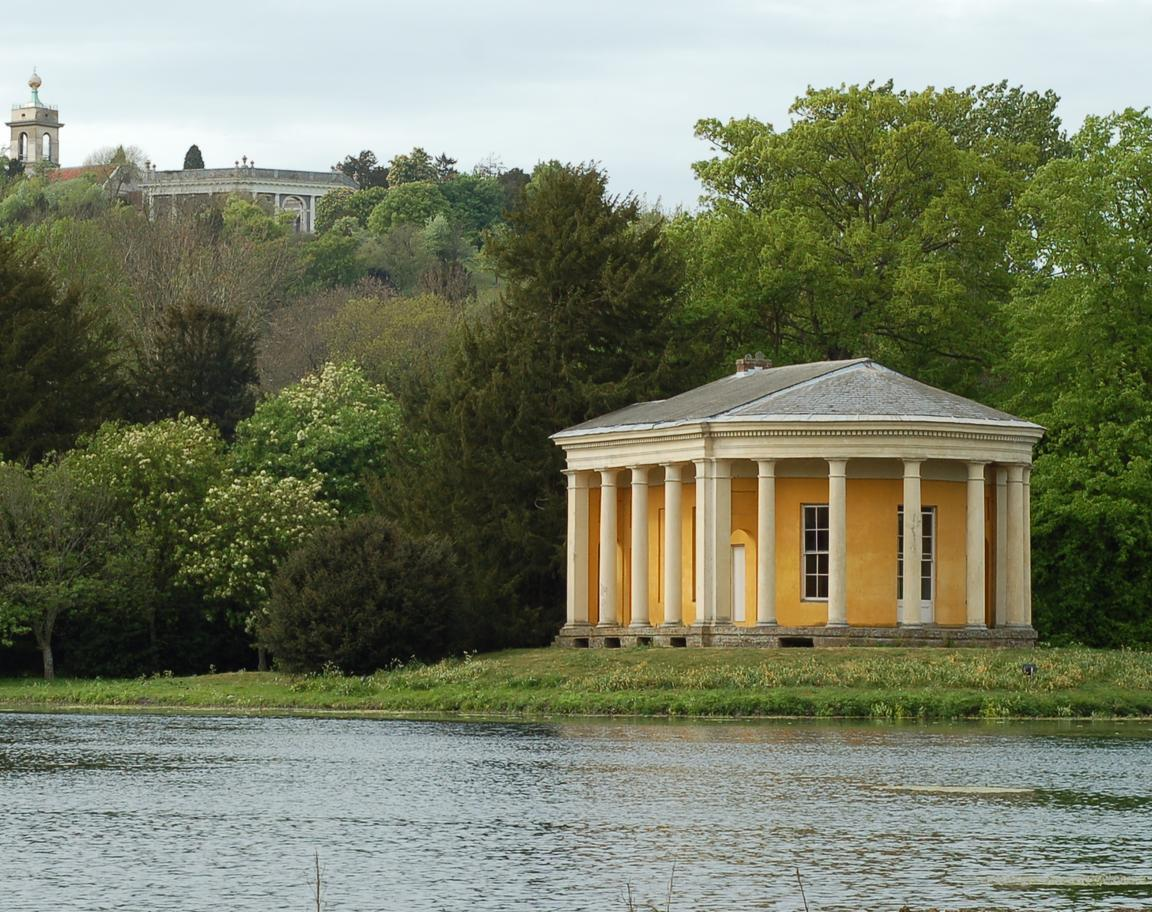
Der West Wycombe Park mit dem Temple of Music, ein Drehort der Eleanor-Rigby-Sequenz

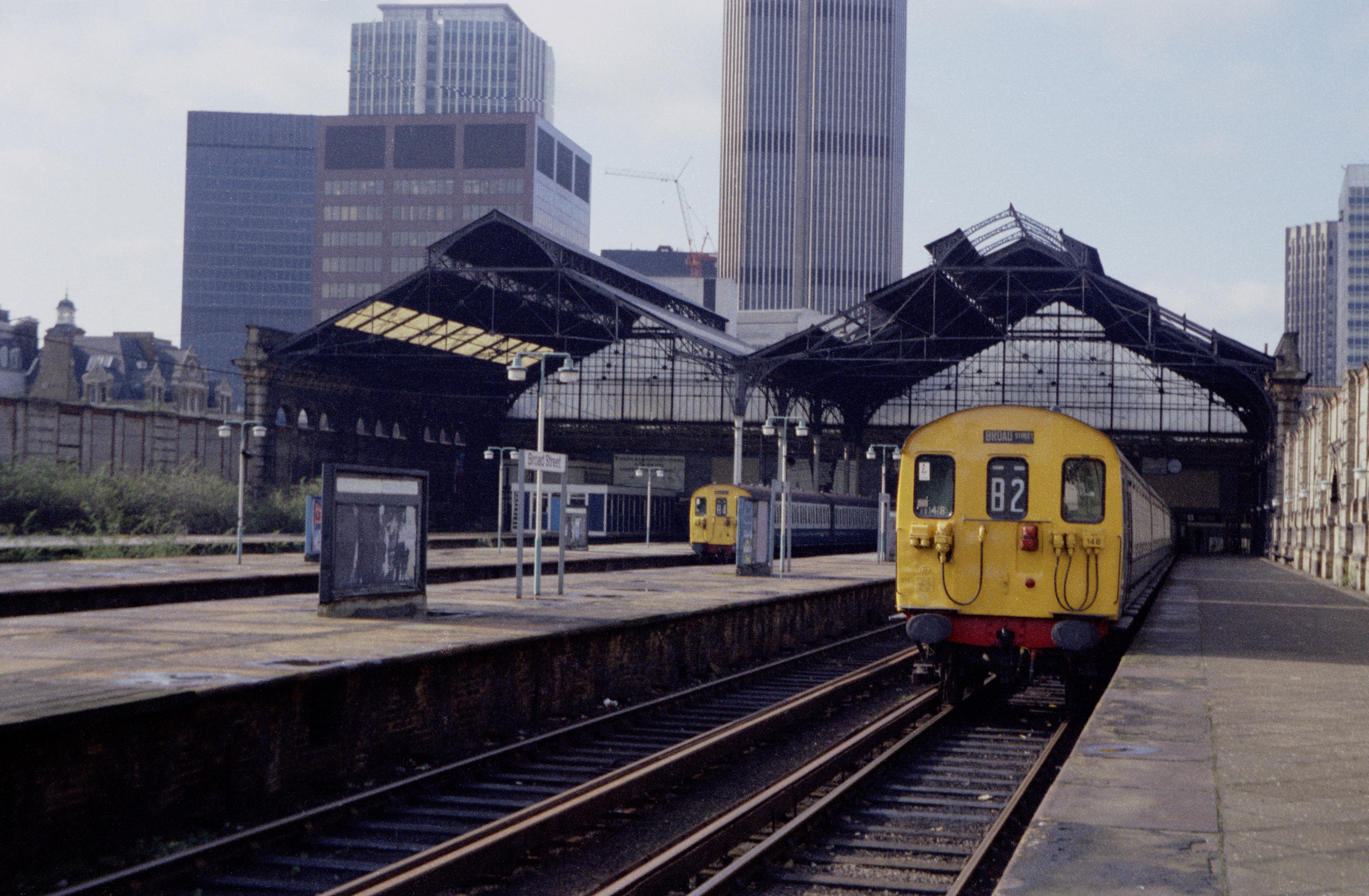
Der Bahnhof Broad Street in London, ein Drehort des Films

Paul McCartney hatte seit Beatles-Zeiten die Realisierung eines neuen Spielfilms geplant, auch wenn die letzte Beatles-Filmkomödie Magical Mystery Tour ein Misserfolg bei Kritikern und Publikum gewesen war. Ende der 1970er-Jahre erzählte ihm Musikproduzent Chris Thomas, dass ein Mitarbeiter der Plattenfirma Virgin Records die Masterbänder des von ihm produzierten Albums Never Mind the Bollocks, Here’s the Sex Pistols der Sex Pistols an einem Bahnsteig vergessen hatte. Diese konnten erst nach längerer Suche wiedergefunden werden. McCartney griff die Idee für einen Spielfilm auf. Zunächst hatte er Notizen über eine Söldner-Geschichte zu Papier gebracht, die von verschiedenen Regisseuren abgelehnt wurde. David Puttnam vermittelte McCartney an Peter Webb, der an der Geschichte Interesse zeigte, die Handlung jedoch von einem Drehbuchautor weiterentwickelt sehen wollte. McCartney griff daraufhin auf die Sex-Pistols-Episode zurück und entwickelte eine vollkommen neue Handlung, zu der er auch das Drehbuch schrieb. Er plante nun zudem, die Hauptrolle im Film zu übernehmen.
Entgegen ersten Überlegungen, nach denen Broad Street als Fernsehfilm umgesetzt werden sollte, überzeugte McCartney-Manager Steve Shrimpton Peter Webb, den Film für das Kino zu realisieren. Webb wiederum machte McCartney klar, dass unter den zahlreichen geplanten Musiknummern auch dem Publikum bereits bekannte Stücke sein müssten. McCartney plante daher neben eigenen Stücken seiner Solokarriere auch Lieder aus Beatles-Zeiten für den Soundtrack ein. Gleichzeitig setzte er eigene Besetzungswünsche durch, so übernahmen Ex-Beatle Ringo Starr und seine Frau Barbara Bach Parts im 1983 gedrehten Film, wobei es zu Beginn für den Regisseur „keinerlei Anhaltspunkte [gab], welche Funktion sie innerhalb des Drehbuchs haben sollten“.
Die Dreharbeiten, für die Paul McCartney seine Arbeit am Album Pipes of Peace unterbrach, begannen am 8. November 1982 im West Wycombe Park unweit des Temple of Music und waren nach sieben Wochen beendet. Unter anderem entstanden in dieser Zeit die viktorianischen Szenen rund um den Titel Eleanor Rigby. Ab Anfang Februar folgten 13 Wochen Dreharbeiten unter anderem in den Elstree Studios, die Anfang Mai beendet waren. Weitere Drehs fanden im Juli 1983 in London statt, so entstand an der U-Bahn-Station Leicester Square eine Szene mit versteckter Kamera: In ihr spielt Paul McCartney verkleidet als Straßenmusikant eine schnelle Version von Yesterday. Andere Drehorte waren der Bahnhof Broad Street in London. Als Drehort für Szenen vor dem Gebäude von Pauls Plattenfirma diente die Fassade des Strand Palace Hotels am Strand. Offiziell waren die Dreharbeiten für Broad Street am 26. Juli 1983 beendet. Eine Veröffentlichung des Films und Soundtracks wurde für Herbst 1984 geplant, da Paul McCartney im Oktober 1983 zunächst sein Soloalbum Pipes of Peace herausbrachte. Der Shakespeare-Schauspieler Ralph Richardson, der im Film die Rolle von Pauls Vater Jim übernommen hatte, starb bereits im Oktober 1983. Auch der Ringer Giant Haystacks wirkte bei dem Film in einer Nebenrolle mit.
Broad Street erlebte am 22. Oktober 1984 im Egyptian Theatre in Los Angeles seine Weltpremiere, lief am 25. Oktober 1984 in New York an und wurde am 28. November 1984 erstmals in Liverpool aufgeführt. Im Londoner Odeon Cinema fand schließlich am 29. November 1984 die offizielle Großbritannien-Premiere statt. Der Film wurde von der Kritik verrissen. Nach einer deutsch-synchronisierten Probevorführung in Frankfurt am Main, die durchfiel, erschien der Film nicht in den deutschen Kinos, sondern wurde im Dezember 1985 direkt auf Video veröffentlicht. Der Soundtrack zum Film erschien unter dem Titel Give My Regards to Broad Street am Tag der Filmuraufführung und erreichte unter anderem Platz 1 in Großbritannien.

## Kritik
Roger Ebert nannte den Film einen Rückschritt in die Zeit, in der Musikfilme einfältig („simpleminded“) und oberflächlich waren. Broad Street sei beinahe ein Nichtfilm, wobei die Passagen, die etwas Filmähnlichem nahekommen, sogar die allerschlechtesten seien. Der Rolling Stone nannte den Film ein „kommerzielles Desaster“, während allmusic schrieb, dass es keine Legitimation oder Erklärung für den desaströsen Film gebe, der eine „nahezu undurchschaubare Farce um gestohlene Bänder, Geister und lustige Schnauzbärte“ sei. Der film-dienst konstatierte, dass Broad Street „weitgehend Ironie und Witz“ fehlen und der Film nur für McCartney-Fans interessant sei. Dessen flaches Spiel war ein weiterer Kritikpunkt: McCartney begegne im Film „selbst den unglaublichsten Ereignissen mit einem Gesichtsausdruck […], der irgendwo zwischen amüsiertem Staunen und vager Genervtheit lag“, so McCartney-Biograf Peter Ames Carlin.

## Auszeichnungen
Paul McCartney erhielt für den von ihm eigens für den Film komponierten Song No More Lonely Nights 1985 eine BAFTA-Nominierung in der Kategorie Best Original Song sowie eine Golden-Globe-Nominierung in der Kategorie Bester Filmsong.